# Klaw (bande dessinée)
Pour les articles homonymes, voir Klaw.
Klaw est une série de bande dessinée qui débute en 2012, écrite par Antoine Ozanam et dessinée par Joël Jurion.

## Synopsis
L'histoire débute en l'an 2031, à Chicago.
Ange Tomassini, un jeune garçon en pleine adolescence, découvre que son père est patron d'une organisation mafieuse et que son garde du corps, Dan, possède le dizhi du Tigre, faisant de lui un combattant capable de se transformer en un animal du zodiaque chinois. Ange découvre qu'il partage le totem de Dan, ce qui fait de lui l'Héritier. Il jure de mettre à profit ses nouveaux pouvoirs pour faire le bien, mais d'autres dizhis cherchent à absorber son totem. Il doit fuir et se battre pour survivre tout en camouflant ses pouvoirs. 

## Albums

### Premier Cycle
- 1 Éveil, mars 2012
Scénario : Antoine Ozanam - Dessin : Joël Jurion -  (ISBN 9782803632244)
- 2 Tabula Rasa, mai 2013
Scénario : Antoine Ozanam - Dessin : Joël Jurion -  (ISBN 9782803632251)
- 3 Unions, août 2013
Scénario : Antoine Ozanam - Dessin : Joël Jurion - Couleurs : Joël Jurion & Yoann Guillé -  (ISBN 9782803632602)

### Deuxième Cycle
- 4 Rupture, octobre 2014
Scénario : Antoine Ozanam - Dessin : Joël Jurion - Couleurs : Joël Jurion & Yoann Guillé -  (ISBN 9782803634507)
- 5 Monkey, août 2015
Scénario : Antoine Ozanam - Dessin : Joël Jurion - Couleurs : Joël Jurion & Yoann Guillé -  (ISBN 9782803635658)
- 6 Les Oubliés, août 2016
Scénario : Antoine Ozanam - Dessin : Joël Jurion - Couleurs : Joël Jurion & Yoann Guillé -  (ISBN 2803636344)

### Troisième Cycle
- 7 Opération Mayhem, juin 2017
Scénario : Antoine Ozanam - Dessin : Joël Jurion - Couleurs : Joël Jurion & Yoann Guillé -  (ISBN 9782803671076)
- 8 Riposte, octobre 2017
Scénario : Antoine Ozanam - Dessin : Joël Jurion - Couleurs : Joël Jurion & Yoann Guillé -  (ISBN 9782803672226)

### Quatrième Cycle
- 9 Panique à détroit, Le Lombard, juillet 2018
Scénario : Antoine Ozanam - Dessin : Joël Jurion -  (ISBN 9782803632244)
- 10 La pluie, Le Lombard, janvier 2019
Scénario : Antoine Ozanam - Dessin : Joël Jurion -  (ISBN 9782803632251)
- 11 Coma, Le Lombard, octobre 2019
Scénario : Antoine Ozanam - Dessin : Joël Jurion - Couleurs : Joël Jurion & Yoann Guillé -  (ISBN 9782803632602)
- 12 Phénix, Le Lombard, juin 2020
Scénario : Antoine Ozanam - Dessin : Joël Jurion - (ISBN 9782803674480)

### Cinquième Cycle
- 13 Amour(s), Le Lombard, juin 2021
Scénario : Antoine Ozanam - Dessin : Joël Jurion - (ISBN 9782803680405)
- 14 Walk, Le Lombard, octobre 2022
Scénario : Antoine Ozanam - Dessin : Joël Jurion - (ISBN 9782808205443)
- 15 Ce qui est à moi, Le Lombard, octobre 2024
Scénario : Antoine Ozanam - Dessin : Joël Jurion - (ISBN 9782808210782)

### Traductions

#### Espagnol
Les trois premiers volumes ont été traduits en espagnol aux éditions Ninth Ediciones.

#### Anglais
Le premier cycle (volumes 1 à 3) est paru aux éditions Magnetic Press en mai 2016, le second cycle (volume 4 à 6) est paru en mai 2017,.

## Prix
Le tome 1 de Klaw a obtenu le prix des collégiens samariens du festival "On a marché sur la bulle" de la ville d'Amiens en 2014.